# Diana – Die letzten 24 Stunden
Diana – Die letzten 24 Stunden ist der Titel eines Doku-Dramas aus dem Jahr 2007, und erzählt, anlässlich des 10. Todestages der Fürstin von Wales, von den letzten Tagen in ihrem Leben, wenngleich der deutsche Titel nur die letzten 24 Stunden nennt.

## Handlung
Die Handlung setzt Ende Juni 1997 an, als Diana von dem ägyptischen Milliardär Mohamed Al-Fayed auf dessen Jacht ins Mittelmeer eingeladen wird. Hier freundet sie sich mit dessen Sohn Dodi an, wenngleich sie eine Liebesbeziehung mit dem Herzchirurgen Hasnat Khan unterhält.
Diana und Dodi werden bald zum Spielball und beliebter Beute der Medien. Paparazzi sind auf der Jagd nach dem Foto schlechthin und halten Dodis Leibwächter, Kez Wingfield und Trevor Rees Jones, auf Trab: Ein Foto von Diana mit vermeintlichen Liebhabern ist gefragter als ihre Kampagne gegen Landminen, ein Umstand, der Diana wütend macht.
In Paris hoffen Diana und Dodi, einen schönen Abend zu verbringen. Doch die Ereignisse des 30. August 1997 verlaufen anders als geplant, als das Paar von Fotografen bedrängt wird. Trotz eines Ablenkungsmanövers am Hôtel Ritz werden Diana und Dodi von Presseleuten auf Motorrädern verfolgt. Es kommt zu einem verheerenden Unfall, dem Diana, Dodi und ihr Fahrer Henri Paul zum Opfer fallen.
Parallel zur filmisch rekonstruierten Geschichte werden Interviews mit relevanten Persönlichkeiten, darunter Mohamed Al-Fayed, eingespielt.

## Kritiken
„Anhand von Archivmaterial und nachgestellten Szenen verdichtet das Dokudrama die Geschichte und überhöht die bekannten Fakten ins Spielerische.“

## Hintergrundinformationen
Der Fernsehfilm, der an Schauplätzen in Frankreich und England gedreht wurde, versteht es trotz der überzeugenden Darstellung der beiden Hauptdarsteller, nur wenig an Emotion zu vermitteln, da man bemüht war, so viel Fakten wie möglich zu präsentieren. Das Skript lehnt sich stark an die im Ermittlungsbericht der Operation Paget gemachten Aussagen an.
Da die Verantwortlichen bereits den Produzenten von Die Queen die Dreherlaubnis am Ritz gaben, musste Regisseur Richard Dale nach Wendover (Buckinghamshire) ausweichen, um die entscheidenden Szenen im Halton House, einem dortigen Landsitz, zu drehen.
Jake Taylor Shantos, der in Diana – Die letzten 24 Stunden Prinz William verkörpert, stellte bereits 2006 in Die Queen den ältesten Sohn Dianas dar.